# Markus Zwick
Markus Zwick (* 3. Juni 1977 in Speyer) ist ein deutscher Politiker (CDU) und seit 2019 Oberbürgermeister der Stadt Pirmasens.
Zwick wuchs in Leimen (Pfalz) als Sohn des dortigen Försters auf. Er besuchte das Leibniz-Gymnasium in Pirmasens, wo er 1996 sein Abitur machte. Anschließend studierte er Rechtswissenschaften an der Universität des Saarlandes in Saarbrücken. Nach seinem Zweiten Staatsexamen stieg er im Jahr 2003 in die Kommunalverwaltung der Stadt Pirmasens ein als Assessor im Rechtsamt und Leiter der Rechtsabteilung der Jobbörse.
Nacheinander übernahm er die Leitung des Ordnungsamtes (2006–2009), des Amtes für Jugend und Soziales (2009–2015) und des Haupt- und Personalamtes (2015–2017). Der Stadtrat von Pirmasens wählte ihn 2017 als Nachfolger von Peter Scheidel zum Bürgermeister der Stadt.
Nachdem Oberbürgermeister Bernhard Matheis ankündigte, aus gesundheitlichen Gründen nicht für eine erneute Wiederwahl zu kandidieren, wurde Zwick im Mai 2018 zum Kandidaten der CDU um die Nachfolge bestimmt. Bei der Wahl Ende Oktober 2018 setzte Zwick sich mit 51,2 Prozent der Stimmen knapp gegen den SPD-Kandidaten Sebastian Tilly durch.  Ende April 2019 wurde Zwick als neuer Oberbürgermeister vereidigt, um am 1. Mai das Amt von Matheis zu übernehmen.